# Xorides exquisitus
Xorides exquisitus là một loài tò vò trong họ Ichneumonidae.